# Lech Kędziora
Lech Kędziora (ur. 16 maja 1956 w Rudzie Koźlance) – polski żużlowiec i trener sportu żużlowego.
Licencję żużlową uzyskał w wieku 22 lat, będąc zawodnikiem klubu Stal-Apator Toruń. W barwach toruńskiego klubu jednak nie zadebiutował i jeszcze w tym samym roku trafił w ramach wypożyczenia do Grudziądza. W rozgrywkach ligowych startował w latach 1978–1991, reprezentując kluby GKM Grudziądz (1978–1985, 1987–1991) oraz Ostrovii Ostrów Wielkopolski (1986). Największym jego sukcesem indywidualnym był awans do finału Indywidualnych Mistrzostw Polski w 1984 (Gorzów Wielkopolski – XIV m.).
Po zakończeniu kariery zawodniczej był trenerem m.in. w GKM Grudziądz, Starcie Gniezno, Polonii Piła, Wybrzeżu Gdańsk, Gwardii Warszawa i Orle Łódź. W 2017 prowadził drużynę ekstraligowego klubu Włókniarz Częstochowa. W sezonie 2018 był ponownie trenerem Wybrzeża Gdańsk. W sezonie 2021 trenował Polonię Bydgoszcz, a w 2022 powrócił do prowadzenia Włókniarza Częstochowa. W połowie sezonu 2024 został trenerem Wybrzeża Gdańsk. W sezonie 2025 będzie odpowiadał za pierwszą drużynę.